# Stephen Doughty
Stephen John Doughty (sinh ngày 15 tháng 4 năm 1980) là một chính khách của Đảng Lao động và Hợp tác Anh, là thành viên của Quốc hội (MP) cho Cardiff South and Penarth kể từ năm 2012. Ông là Bộ trưởng Bóng tối châu Phi kể từ tháng 4 năm 2019, trước đây đã từng đảm nhiệm vai trò này từ tháng 10 năm 2015 đến tháng 1 năm 2016.

## Tuổi thơ
Doughty được sinh ra ở Cardiff trước khi gia đình ông chuyển đến Vale of Glamorgan. Sau khi theo học tại trường toàn diện lớn của Llantwit, ông theo học tại Lester B. Pearson United World College of the Pacific ở Canada (khi ông là thành viên của Quốc hội Thanh niên British Columbia), tại Corpus Christi College, Đại học Oxford (từ đó ông tốt nghiệp với bằng cấp hai về Triết học, Chính trị và Kinh tế), và tại Đại học St Andrews.

## Đời tư
Doughty sống ở khu vực Splott của Cardiff. Ông đã trở thành một nhà lãnh đạo của Cub và Scout từ năm 2004, và là người giữ vé mùa Cardiff City. Ông xuất hiện trong Danh sách Pinc của các nhân vật LGBT hàng đầu xứ Wales. Doughty là một Cơ đốc nhân.